# Der er ingen ende på Vejle
Der er ingen ende på Vejle er en dansk kortfilm fra 2007 instrueret af Jacob Bitsch efter manuskript af ham selv og Anders Frithiof August.

## Handling
Palle, en overvægtig outsider, er på natarbejde i Vejle Idrætscenter, da han får et opkald fra sin bror, Bjarne. Han har brug for hjælp. Palle ofrer sit job for at komme ham til undsætning. Det viser sig, at Bjarne har en narkogæld på 10.000 kroner og 10 timer til at skaffe pengene. Jagten på pengene begynder. En stenet, apatisk jagt rundt i Vejle begynder.

## Medvirkende
- Morten Rose - Palle
- Sune Geertsen - Bjarne
- Troels Malling Thaarup - Chefen
- Lise Stegger - Mor
- Eva Nielsen Mormor
- Thomas Knuth-Winterfeldt - Fyr på grillbar
- Morten Hauch-Fausbøll - Politibetjent